# LHTEC
LHTEC (Light Helicopter Turbine Engine Company) は、ロールス・ロイス・ホールディングスとハネウェルの合弁企業である。当初、アリソン・エンジンとアライドシグナルの合弁企業だったが1995年、ロールスロイスはアリソンを買収し、1999年アライドシグナルはハネウェルと合併して現在に至る。
アメリカ陸軍の偵察ヘリコプターであるRAH-66コマンチのエンジンT800ターボシャフトエンジンを開発する為に設立された。計画は中止されたにも拘らずT800は民間用のCTS800とあわせて650基以上の販売を見込んでいる。

## 製品
- LHTEC T800/CTS800 ターボシャフト
- CTP800 ターボプロップ